# Botryodiplodia circinans
Botryodiplodia circinans är en svampart som först beskrevs av Berk. & Broome, och fick sitt nu gällande namn av Franz Petrak 1924. Botryodiplodia circinans ingår i släktet Botryodiplodia, ordningen Diaporthales, klassen Sordariomycetes, divisionen sporsäcksvampar och riket svampar.   Inga underarter finns listade i Catalogue of Life.